# Reda Mansour
Pour les articles homonymes, voir Mansour.
Reda Mansour (arabe : رضا منصور, hébreu : רדא מנצור), né en 1965 dans le village druze de Isfiya dans le Nord d'Israël, est un poète, historien et diplomate israélien. Il est le premier diplomate non-juif en Israël.

## Biographie
Il a publié trois livres de poésie hébraïque et a reçu le prix Miller de l'université de Haïfa ainsi que celui du président de l'État des bourses d'études pour les jeunes écrivains.
Il est titulaire d'un doctorat de l'université de Haïfa, département d'histoire du Moyen-Orient, et diplômé de la Harvard Kennedy School of Government.
Il a étudié l'espagnol à l'université de Salamanque (Espagne) et un semestre à l'université hébraïque de Jérusalem.
Son domaine de recherche est l'évolution dans la perception de l'identité et de l'environnement social, telle qu'elle apparait dans le discours intellectuel en Syrie au cours de la troisième décennie du Mouvement de rééducation 1988-2003.

### Études
Reda a étudié à Haïfa entre 1977 et 1983, d'abord dans le BAK LEO, milieu scolaire et plus tard dans BASMAT Haute école du Technion (un institut des sciences et de la technologie israélien). En même temps, il a été impliqué dans de nombreuses organisations de jeunes qui développent la compréhension entre les cultures à travers le monde, en encourageant le respect de la différence culturelle. Un parmi ces organisations : CISV et BBYO - B'nai B'rith Youth Organisation (président de la branche locale).
En 1988-1989, il a été également actif dans HABONIM DROR (en Colombie-Britannique au Canada et au Maryland aux États-Unis).
Durant les premières années de ses études universitaires à Haïfa, Mansour a été impliqué dans différents projets sociaux, entre eux : Perach, coordination de l'aide aux études à de jeunes élèves des écoles primaires dans deux villages de la Galilée ; et Combler l'écart, promotion de l'enseignement supérieur des communautés minoritaires.

### Poète
Reda Mansour est le premier poète non juif en Israël à écrire exclusivement en hébreu. Sa nouvelle Jumblat dans le Néguev a remporté le Recommandé Story de la catégorie Ha'aretz Annual Short Story Award en 1997. En outre, un recueil de ses poèmes est actuellement traduit en espagnol et en portugais. Il travaille sur un livre de nouvelles.
Reda Mansour a participé à des lectures de poésie et des festivals de poésie à Isfiya, Haïfa, Tel Aviv, San Francisco, New York, Los Angeles, Seattle, Miami, Huston, Nouveau-Mexique, San Salvador, Quito et Lisbonne.

## Diplomatie
Nommé à 35 ans, Reda Mansour a peut-être été le plus jeune ambassadeur de l'histoire d'Israël. Au cours de sa carrière dans le service diplomatique, il a été ambassadeur d'Israël auprès de l'Équateur. Auparavant, il a servi de DCM dans l'ambassade d'Israël, au Portugal et en tant que Consul au consulat d'Israël à San Francisco. Il parle cinq langues.
Actuellement, il officie en tant que consul général d'Israël au consulat d'Atlanta. En janvier 2007, le Sénat de Géorgie a adopté une résolution honorant Mansour et d'autres, pour les efforts visant à promouvoir la paix et la croissance des entreprises, des liens culturels et éducatifs entre les États-Unis et Israël.

## Activités civiques
Reda Mansour a consacré ses activités publiques en Israël pour la promotion du dialogue entre Arabes et Juifs. Dans ce domaine, il a siégé au conseil d'administration de plusieurs ONG et pris part à de nombreux projets visant à promouvoir de coexistence et le dialogue culturel.
Reda Mansour courtise des dirigeants musulmans modérés en Europe pour contrecarrer l'emprise des islamistes hostiles à l'État d'Israël (2005-2006). Mansour visant à trouver le silence la voix -- pour lui donner un moyen de la parole afin qu'il condamne le terrorisme, condamne l'antisémitisme et le racisme anti-arabe, et établir des liens avec les communautés juives locales pour le bien commun des actions civiles.

## Publications
- Tender Leafs de Conscience

Ce recueil de poèmes en hébreu a été écrit en divers endroits dans le monde à partir de 1998 lors de l'auteur études dans le KSG et se terminant au Portugal quatre ans plus tard. Les poèmes sont dédiés à la nature et à ses effets sur l'histoire et les gens. Ils mêlent les traditions arabes et juifs et multi-ethnique de l'histoire de la péninsule ibérique avec quelques images de la littérature américaine moderne. Ils explorent les relations entre les personnes et les lieux. Le titre du livre est le titre d'un des poèmes qui a été écrit lors d'un mélange de Cambridge printemps avec la nouvelle du massacre dans les Balkans. Publié par Sa'ar édition 2004, le couvert de conception israélienne de renommée photographe Alex Levac.
- L'Homme de rêve, (1987)
- Du champ de bataille pour la Terre de la Liberté, (1991)

### Articles
- Israël est un exemple de liberté, de tolérance
- Le Liban et Israël tragédie et espoir
- L'intégration est Arabes israéliens seule voie vers l'égalité
- Israël veut la paix, la politique de modération
- Gaza : A 40 ans de lutte pour maintenir l'espoir